# A Town in Fog
Pour plus de détails, voir Fiche technique et Distribution.
A Town in Fog (เมืองในหมอก, Muang nai mhok) est un film thaïlandais réalisé par Permpol Choey-Aroon (ou Permpol Choey-Aroon), sorti en 1978.

## Synopsis
Dans la Thaïlande rurale, profonde, mystérieuse et brumeuse, Fong et sa mère Jang tiennent une petite auberge. Fong se rappelle le jour où des bandits avaient attaqué l'hôtel, avaient tué son père, puis l'avaient violée et avaient battu sa mère. Depuis elle est handicapée. Maintenant Fong et sa mère droguent et tuent des clients pour voler leurs biens et survivre. Un jour Siaw, le frère de Fong, après vingt ans d'absence, décide de revenir avec sa femme incognito à la maison. Dans le même temps, à la suite de la découverte de sept cadavres dans les environs, le shériff mène l'enquête...

## Fiche technique
- Titre : A Town in Fog
- Titres original : เมืองในหมอก (Muang nai mhok)
- Autre titres : City in the Mist / The Misunderstanding
- Réalisateur : Permpol Choey-Aroon
- Scénaristes : Permpol Choey-Aroon d'après la pièce de théâtre Le Malentendu d'Albert Camus
- Pays d'origine : Thaïlande
- Société de distribution : Sahamongkol Film International
- Genre : Drame et thriller
- Durée : 114 minutes
- Date de sortie : 1978

## Distribution
- Sorapong Chatree : le fils, Siaw (เสี้ยว)
- Benjawam Boonyakas :
- Parichat Borisuth : la fille, Fong (ฝง)
- Cattleya Erikul : la mère, Jang (จ้าง)[3]
- Sompol Kongsuwan : le vieux monsieur
- Sithao Petcharoen (Sitao) :

## Postérité
Ce film a été ajouté à la liste du Thai National Heritage Films éditée par le ministère de la culture de Thaïlande et le Film Archive (organisation publique) en 2012,.